# Pleurotomaria helicoides
Pleurotomaria helicoides is een fossiele slakkensoort uit de familie van de Pleurotomariidae. De wetenschappelijke naam van de soort is voor het eerst geldig gepubliceerd in 1901 door Cowper Reed.